# Festivalul Internațional de Film Fantastic de la Avoriaz din 1991
Festivalul Internațional de Film Fantastic de la Avoriaz din 1991 (în franceză Festival international du film fantastique d'Avoriaz 1991) a fost a 19-a ediție a Festivalului Internațional de Film Fantastic de la Avoriaz. A avut loc în Alpii francezi (în stațiunea Avoriaz) în ianuarie 1991.
Filmul Tales from the Darkside regizat de John Harrison a primit Marele premiu (Grand prix) al festivalului.

## Juriu
- Michael Cimino (președinte)
- Jorge Amado
- Helmut Berger
- Patrice Leconte
- Michel Legrand
- Laura Morante
- Robert Charlebois
- Larry Cohen
- Georges Moustaki
- Piem
- Franco Rossi
- Bernard Haller
- Alejandro Jodorowsky
- Nathalie Roussel
- Volker Schlöndorff

## Selecție

### În competiție
- Les Ailes de la renommée (Wings of Fame) de Otakar Votocek ( Țările de Jos)
- Les Amants intemporels (Erastes sti mihani tou hronou) de Dimítris Panayiotátos ( Grecia)
- Terracotta Warrior (Qin Yong) de Ching Siu-tung ( Hong Kong, China)
- Cabal (Nightbreed) de Clive Barker ( Statele Unite ale Americii)
- La Créature du cimetière (Graveyard Shift) de Ralph S. Singleton ( Statele Unite ale Americii /  Japonia)
- Darkside : Les Contes de la nuit noire (Tales from the Darkside: The Movie) de John Harrison ( Statele Unite ale Americii)
- Deux Yeux maléfiques (Due occhi diabolici) de George A. Romero și Dario Argento ( Italia /  Statele Unite ale Americii)
- L'Échelle de Jacob (Jacob's Ladder) de Adrian Lyne ( Statele Unite ale Americii)
- Hardware de Richard Stanley ( Regatul Unit /  Statele Unite ale Americii)
- Le Secret de Sarah Tombelaine de Daniel Lacambre ( Franța)
- Le Temps des miracles (Vreme Cuda) de Goran Paskaljević (Format:IUG)
- Warlock de Steve Miner ( Statele Unite ale Americii)
- White Room de Patricia Rozema ( Canada)

### În afara competiției
- L'Ambulance (The Ambulance) de Larry Cohen ( Statele Unite ale Americii)
- Arachnophobie (Arachnophobia) de Frank Marshall ( Statele Unite ale Americii)
- Au-delà des ténèbres (La casa 5) de Claudio Fragasso ( Italia)
- Chucky, la poupée de sang (Child's Play 2) de John Lafia ( Statele Unite ale Americii)
- Delirium de Charles Winkler ( Statele Unite ale Americii)
- Farendj de Sabine Prenczina ( Franța /  Regatul Unit)
- L'Histoire sans fin 2 : Un nouveau chapitre (The NeverEnding Story II: The Next Chapter) de George Miller ( Statele Unite ale Americii / Format:Allemagne)
- Moon 44 de Roland Emmerich ( RDG  /  Statele Unite ale Americii)

### Miezul nopții
- Les Feebles (Format:Langue) de Peter Jackson ( Noua Zeelandă)
- Frankenhooker de Frank Henenlotter ( Statele Unite ale Americii)
- Henry, portrait d'un serial killer (Henry: Portrait of a Serial Killer) de John McNaughton ( Statele Unite ale Americii)
- La Nuit des morts-vivants (Night of the living dead) de Tom Savini ( Statele Unite ale Americii)
- Singapore Sling (Singapore Sling, ο άνθρωπος που αγάπησε ένα πτώμα, Singapore sling, O anthropos pou agapise ena ptoma) de Nikos Nikolaïdis ( Grecia)

## Premii
- Marele premiu (Grand prix): Tales from the Darkside regizat de John Harrison
- Grand prix de l'étrange : Les Ailes de la renommée de Otakar Votocek
- Premiul special al juriului (Prix spécial du jury): Cabal (Nightbreed) de Clive Barker
- Prix des effets spéciaux : Hardware de Richard Stanley
- Premiul criticii (Prix de la critique): Les Ailes de la renommée de Otakar Votocek
- Prix de la C.S.T. : White Room de Patricia Rozema
- Antenne d'or : White Room de Patricia Rozema
- Prix du public : L'Échelle de Jacob de Adrian Lyne